# Maryna Lazebná
Maryna Volodymirovna Lazebná (ukrajinsky Марина Володимирівна Лазебна; * 10. června 1975, Piskivka) je ukrajinská úřednice a politička. V letech 2020–2022 působila jako ministryně sociální politiky Ukrajiny ve vládě Denyse Šmyhala.

## Životopis
Narodila se ve vesnici Piskivka v Borodianském rajónu. Po absolvování střední školy studovala na Kyjevské státní univerzitě obor „ekonom – manažer“, který roku 1988 dokončila s titulem kandidátka ekonomických věd.
V roce 2000 se Maryna Lazebná stala vedoucí specialistkou v oddělení sociálních prognóz a ekonomické expertizy Ministerstva hospodářství Ukrajiny. Poté byla jmenována zástupkyní vedoucího odboru důchodové reformy a evropské integrace Ukrajiny téhož ministerstva. V roce 2003 nastoupila na sekretariát ukrajinské vlády, kde byla jmenována hlavní odbornicí odboru strategie reformy sociálních vztahů a později hlavní odbornicí odboru sociální politiky a práce. Od května 2011 pracovala jako náměstkyně v kanceláři místopředsedy vlády. Následně zastávala funkci ředitelky odboru práce a zaměstnanosti Ministerstva sociální politiky Ukrajiny.
Marina Lazebná se po odchodu ze státní služby věnovala „obchodnímu a manažerskému poradenství“. Na konci srpna 2019 kabinet ministrů Ukrajiny jmenoval Lazebnou vedoucí Státní sociální služby Ukrajiny. Dne 3. března 2020 byla na setkání strany Služebník lidu nominována Volodymyrem Zelenským na post ministryně sociální politiky. Dne 4. března 2020 byla jmenována ministryní sociální politiky ve vládě Denyse Šmyhala.